# سولت
سولت (به انگلیسی: svelte) یک کامپایلر فرانت‌اند متن‌باز و رایگان است که توسط ریچ هریس (Rich Harris) ایجاد شده و توسط اعضای اصلی تیم سولت توسعه می‌یابد.
برنامه‌های سولت تنها شامل اسکریپت‌نویسی بر پایه فریمورک نمی‌شوند؛ بلکه در ساختن یک برنامه سولت، کدهای لازم برای تبدیل کردن به دام در هر کامپوننت تولید می‌شود که ممکن است اندازه فایل‌های انتقال‌یافته را کاهش دهد و کارایی بهتری برای راه‌اندازی برای کاربر و زمان اجرا داشته باشد. سولت کامپایلر خود را برای تبدیل کد برنامه به جاوااسکریپت سمت کاربر در زمان ساخت دارد.
سولت با زبان برنامه‌نویسی تایپ‌اسکریپت نوشته شده‌است. بر خلاف چارچوب‌های سنتی نظیر ری‌اکت و ویو جی‌اس که بخش عمده‌ای از کار خود را سمت مرورگر انجام می‌دهند، سولت کار را در مرحله کامپایل انجام می‌دهد که در هنگام ساخت یک برنامه اتفاق می‌افتد.
کد منبع سولت تحت پروانه ام‌آی‌تی و در گیت‌هاب میزبانی می‌شود.

## تاریخچه
Ractivejs ایده قبل‌تر سولت بود که ریچ هریس (Rich Harris) آن را ایجاد کرده‌بود.
نسخه ۱ سولت با جاوا اسکریپت نوشته شده‌بود که در ۲۹ نوامبر ۲۰۱۶ منتشر شد.
نسخه ۲ سولت در ۱۹ آوریل ۲۰۱۹ منتشر شد.
نسخه ۳ سولت این بار با تایپ‌اسکریپت نوشته شده‌است و در ۲۱ آوریل ۲۰۱۹ منتشر شد.
چارچوب وب سولت‌کیت در اکتبر ۲۰۲۰ معرفی شد و در مارس ۲۰۱ وارد نسخهٔ بتا شد.

## مثال
برنامه‌ها و کامپوننت‌های سولت در فایل‌هایی با فرمت .svelte تعریف می‌شوند. این فایل‌ها همان اچ‌تی‌ام‌ال هستند با این تفاوت که با سینتکس قالب‌بندی شبیه به جی‌اس‌ایکس گسترش یافته‌اند.

سولت از برچسب از پیش تعریف شدهٔ جاوااسکریپت $: برای علامت گذاری عبارات واکنشی استفاده می‌کند. متغیرهای سطح بالا به حالت کامپوننت تبدیل می‌شوند و متغیرهای ایکسپورت شده (export) به پروپرتی (property)هایی تبدیل می‌شوند که کامپوننت دریافت می‌کند.
```
<
script
>

    
let
 
count
 
=
 
1

    
$
:
 
doubled
 
=
 
count
 
*
 
2

</
script
>

<
p
>
{count} * 2 = {doubled}
</
p
>

<
button
 
on:click
=
{()
 
=
>
 count = count + 1}>Count
</
button
>

```

## پروژه‌های مرتبط
سازندگان سولت سولت‌کیت را به عنوان روش رسمی برای ساخت پروژه‌ها با سولت ایجاد کرده‌اند.
ساپر (sapper) نسخه قبلی‌تر سولت‌کیت یک چارچوب به سبک نکست‌جی‌اس است که به‌طور چشمگیری میزان کد ارسال شده به مرورگر را کاهش می‌دهد.

## تاثیرپذیری
ویو جی‌اس ای‌پی‌آی‌ها و کامپوننت‌های تک‌صفحه‌ای خود را از Ractivejs نسخه قبلی سولت الگوبرداری کرده‌است.

## استفاده
سولت به‌طور گسترده توسط توسعه‌دهندگان تحسین شده‌است؛ با کسب رتبهٔ برتر در چندین نظرسنجی توسعه‌دهندگان در مقیاس بزرگ توسط وب‌سایت استک اورفلو، به عنوان محبوب‌ترین چارچوب وب در سال ۲۰۲۱ و فریمورک فرانت‌اند جاوااسکریپت با بیشترین تعداد توسعه‌دهنگان راضی انتخاب شد.
سولت توسط تعدادی از شرکت‌های وب معروف از جمله نیویورک تایمز، اپل، اسپاتیفای، اسکویر، راکوتن، بلومبرگ، رویترز، آیکیا، فیس‌بوک و بریو مورد استفاده قرار گرفته‌است.